# Pandaceae
Die Pandaceae sind eine Familie in der Ordnung der Malpighienartigen (Malpighiales) innerhalb der Bedecktsamigen Pflanzen (Magnoliopsida). In einem disjunkten Areal kommen die 15 bis 28 Arten im tropischen Westafrika oder Südostasien bis Neuguinea und den Salomonen vor.

## Beschreibung

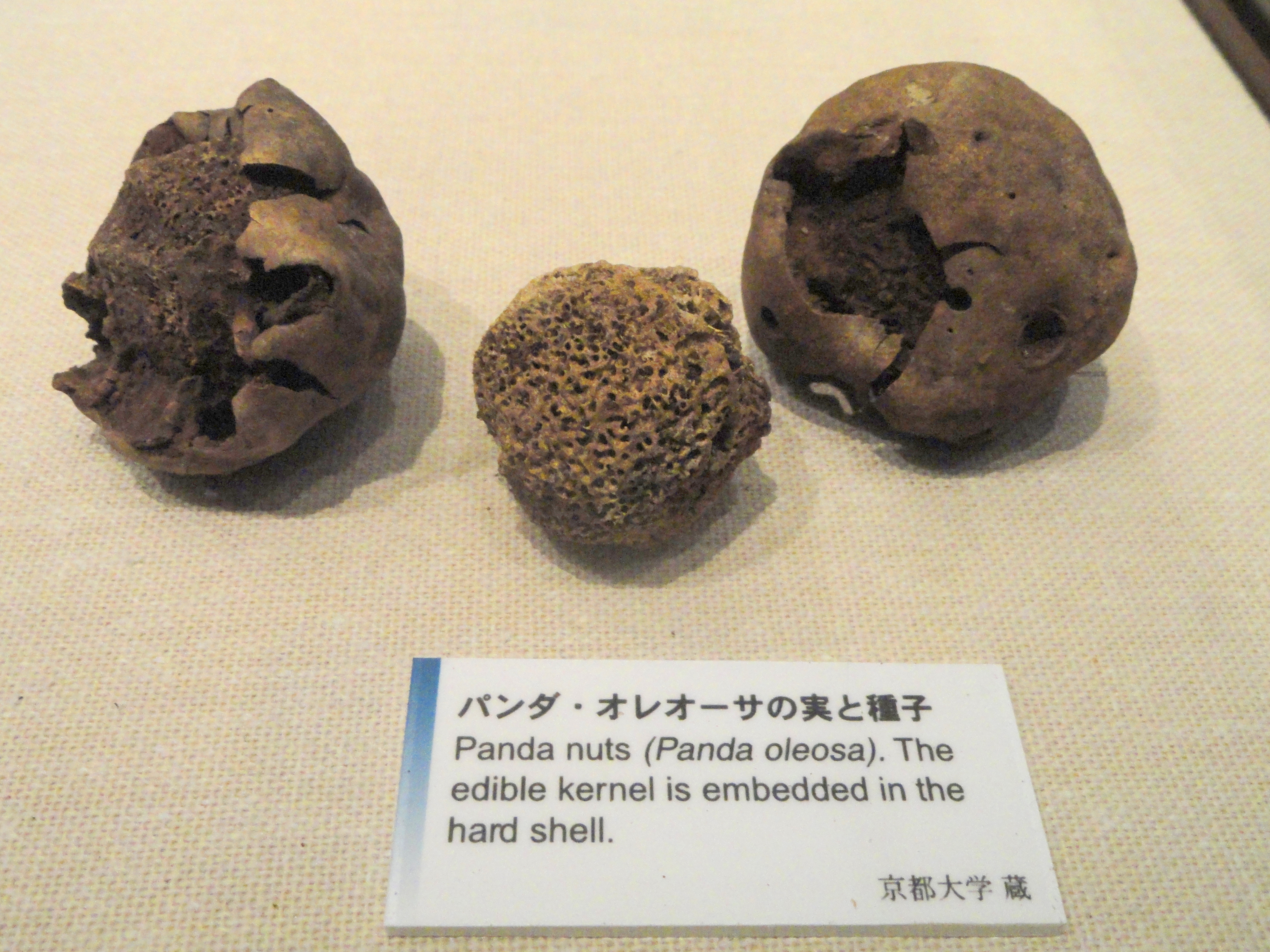
Steinkern von Panda oleosa

Alle Arten sind immergrüne, verholzende Pflanzen: Bäume oder Sträucher. Die Zweige sind plagiotrop (Plagiotrop: durch Geotropismus bestimmte Wuchsrichtung, die nicht die Orientierung der Sprossachse hat) ausgerichtet. Die  wechselständig, zweizeilig, dicht in Kurztrieben angeordneten (sieht einem gefiederten Blatt ähnlich) Laubblätter sind einfach. Die Blattränder sind glatt, gesägt oder gezähnt. Es sind Nebenblätter vorhanden.
Sie sind meist zweihäusig getrenntgeschlechtig (diözisch).
Die Blüten stehen einzeln oder in unterschiedlich aufgebauten Blütenständen zusammen. Die kleinen, radiärsymmetrischen Blüten sind eingeschlechtig und meist fünfzählig. Es sind je fünf Kelch- und Kronblätter vorhanden. Die männlichen Blüten enthalten ein, zwei oder drei Kreise mit je fünf freien, fertilen Staubblättern. In den weiblichen Blüten sind zwei bis fünf Fruchtblätter zu einem synkarpen, oberständigen Fruchtknoten verwachsenen, mit zwei bis fünf freien Griffeln. Es werden Steinfrüchte gebildet.

## Systematik und Verbreitung
Die Familie hat ein disjunktes Areal: Heimatgebiete der Taxa liegen in Westafrika oder Südostasien bis Neuguinea und den Salomonen.
In der Familie der Pandaceae gibt es nur drei Gattungen mit 15 bis 28 Arten. Die drei Gattungen gehörten früher in den Tribus Galearieae in der Unterfamilie Acalyphoideae innerhalb der Familie der Euphorbiaceae: 
- Galearia Zoll. & Moritzi (einschließlich Bennettia R.Br. und Cremostachys Tul.): Die etwa fünf Arten kommen von Indochina bis zu den Salomonen-Inseln vor.[1]
- Microdesmis Hook.f. ex Hook. (einschließlich Tetragyne Miq.): Die etwa elf Arten sind im tropischen Westafrika und in Südostasien verbreitet.[1]
- Panda Pierre (Syn.: Porphyranthus Engl.): Sie enthält nur eine Art:
  - Panda oleosa Pierre: Sie kommt in tropischen westlich-zentralen Afrika sowie in Westafrika vor.[1]